# Pseudozaphanera rhachisreticulata
Pseudozaphanera rhachisreticulata là một loài côn trùng cánh nửa trong họ Aleyrodidae, phân họ Aleyrodinae.
Pseudozaphanera rhachisreticulata được Martin miêu tả khoa học đầu tiên năm 1999.